# Dolichosciara flavipes
Dolichosciara flavipes är en tvåvingeart som först beskrevs av Johann Wilhelm Meigen 1804.  Dolichosciara flavipes ingår i släktet Dolichosciara, och familjen sorgmyggor. Arten är reproducerande i Sverige.